# Rinske Kruisinga
Rinske Kruisinga (Rotterdam, 18 november 1949) is een Nederlands politica en bestuurster. Ze is lid van het CDA.

## Biografie
Kruisinga volgde diverse opleidingen. In 1987 zij haar MO-akte Sociale Pedagogiek gericht op Organisatie ontwikkeling en verandering behaald. Daarvoor heeft zij diverse marketingopleidingen gevolgd. In 1988 heeft zij de Managementopleiding behaald aan de Hogeschool Nijmegen en in 1992 de opleiding Bedrijfskunde voor senior managers en ondernemers aan de Hogeschool Utrecht. In 1995 heeft zij haar doctoraal Bestuurskunde en Politieke Wetenschappen behaald aan de Vrije Universiteit Amsterdam.
Kruisinga begon haar werkzaamheden in het bedrijfsleven en was in 1969 werkzaam bij een reclamebureau, en later bij Stork. In 1972 ging ze voor een jaar als vrijwilliger naar het net onafhankelijk geworden Bangladesh. Daarna werkte ze bij de reclassering, de gezinsvoogdij en de voorziening voor pleegzorg. In 1992 werd ze directeur van de Landelijke Instelling voor Reclassering van het Leger des Heils en vanaf 2001 was ze tevens interim-directeur van de Ambulante Jeugdhulpverlening van het Leger des Heils (AJL).
Vanaf 1999 was ze namens het CDA statenlid in de provincie Noord-Holland. Van 2003 tot 2011 was ze lid van de Gedeputeerde Staten. Eind 2012 werd Kruisinga waarnemend burgemeester van de gemeente Bussum, totdat zij in juli 2013 aldaar werd opgevolgd door Henk Heijman. Van 15 oktober 2015 tot medio januari 2016 was zij waarnemend burgemeester van de gemeente Texel. Met ingang van 22 september 2017 is ze benoemd tot waarnemend burgemeester van Laren. Sinds 30 september 2019 is Nanning Mol burgemeester van Laren.